# Iluberri
Iluberri fou una antiga ciutat dels vascons, l'actual Lumbier, ciutat en decadència que va haver de ser important abans de l'època romana. S'ha suposat que fora la capital dels ilumberitans, grup emparentat als iacetans i aquitans, o bé als vascons. Probablement va deure la seva decadència a la fundació de Pamplona.